# Agrostophyllum aristatum
Agrostophyllum aristatum är en orkidéart som beskrevs av Paul J. Kores. Agrostophyllum aristatum ingår i släktet Agrostophyllum och familjen orkidéer.
Artens utbredningsområde är Fiji. Inga underarter finns listade i Catalogue of Life.